# 胡斯托特
胡斯托特，是匈牙利巴兰尼亚州所辖的一个村。总面积6.75平方公里，总人口44，人口密度6.5人/平方公里（2011年1月1日）。